# Tameside
Tameside este un Burg Metropolitan în cadrul Comitatului Metropolitan Greater Manchester în regiunea North West England.

## Localități
- Ashton-under-Lyne;
- Denton;
- Droylsden;
- Dukinfield;
- Hyde;
- Mossley;
- Stalybridge;

1. ↑   https://ons.maps.arcgis.com/home/item.html?id=a79de233ad254a6d9f76298e666abb2b Lipsește sau este vid: |title= (ajutor)